# Aymard de Courson
Aymard du Buisson de Courson, né le 26 avril 1914 à Paris et mort le 28 novembre 1985 à Neuilly-sur-Seine, est un homme politique français.

## Biographie

### Famille

Blason de la famille du Buisson de Courson

Aymard de Courson est le fils de Félix Marie Robert du Buisson de Courson, capitaine au 308e régiment d'infanterie, mort pour la France le 7 novembre 1916 à Ablaincourt, et de Germaine Charlotte Lhuillier, morte en déportation le 29 mars 1945 à Bergen-Belsen. Il est le frère de Guillaume de Courson.
Il épouse Claude de Moustier, fille du marquis Léonel de Moustier, homme politique et résistant français. Ils ont ensemble six enfants : Roselyne, Richard, Charles, Yolaine, Béatrice et Isabelle.

### Résistance
En 1942, il rejoint, aux côtés de son frère ainé Guillaume, le réseau de résistance Satirist d'Octave Simon dit « Arsène ».

### Parcours professionnel et politique
Dès 1945, il devient inspecteur des Finances.
Il est maire de Vanault-les-Dames de 1953 à 1985 et conseiller général de la Marne de 1958 à 1985 (canton d'Heiltz-le-Maurupt).

## Mandats
- 1953-1985 : Maire de Vanault-les-Dames
- 1958-1985 : Conseiller général de la Marne

## Décorations
- Chevalier de la Légion d'honneur
- Ordre national du Mérite
- Croix de guerre 1939–1945
- Médaille de la Résistance française (décret du 31 mars 1947)